# تازة كند رضا أباد (كلخوران)
تازة کند رضا أباد (بالفارسية: تازه کند رضاآباد) هي منطقة سكنية تقع في إيران في قسم کلخوران الريفي. يقدر عدد سكانها بـ 141 نسمة .